# Uściług (stacja kolejowa)
Uściług (ukr. Устилуг, ros. Устилуг) – stacja kolejowa w miejscowości Uściług, w rejonie włodzimierskim, w obwodzie wołyńskim, na Ukrainie.
Stacja istniała przed II wojną światową.